# کاجیان
کاجیان (نام علمی: Pinaceae) نام یک تیره از راسته کاج‌سانان است. بسیاری از درختان معروف مخروطی از این تیره‌اند.